# 陈静斋
陈静斋（19世纪？—20世纪？），以字行，男，河南临漳人，中华民国商人，汪精卫政权官员。

## 生平
陈静斋爲清朝國學生，宣統三年（1911年），任彰德知事。
陈静斋早年为商人。1936年，复昌厚银号老板郭相臣因该银号倒闭，将自己1933年在安阳创办的普润面粉有限公司卖给了陈静斋和郭鉴堂。陈静斋和郭鉴堂经营一年后，1937年七七事变爆发，日军接管了该企业，并更名为日军军管第四工厂。
1938年4月，日本在安阳成立了豫北道公署，陈静斋任道尹。1939年6月19日，萧瑞臣辞去了日军控制下的河南省省长职务，由陈静斋在开封继任。1940年5月25日陈静斋以省长身份兼河南民政厅厅长。